# 东风溪蟹属
东风溪蟹属（学名：Eurusamon）为溪蟹科的一个属。

## 下属物种
本属包括以下物种：
- 广东东风溪蟹 Eurusamon guangdongense (Dai & Türkay, 1997)